# 因島大橋

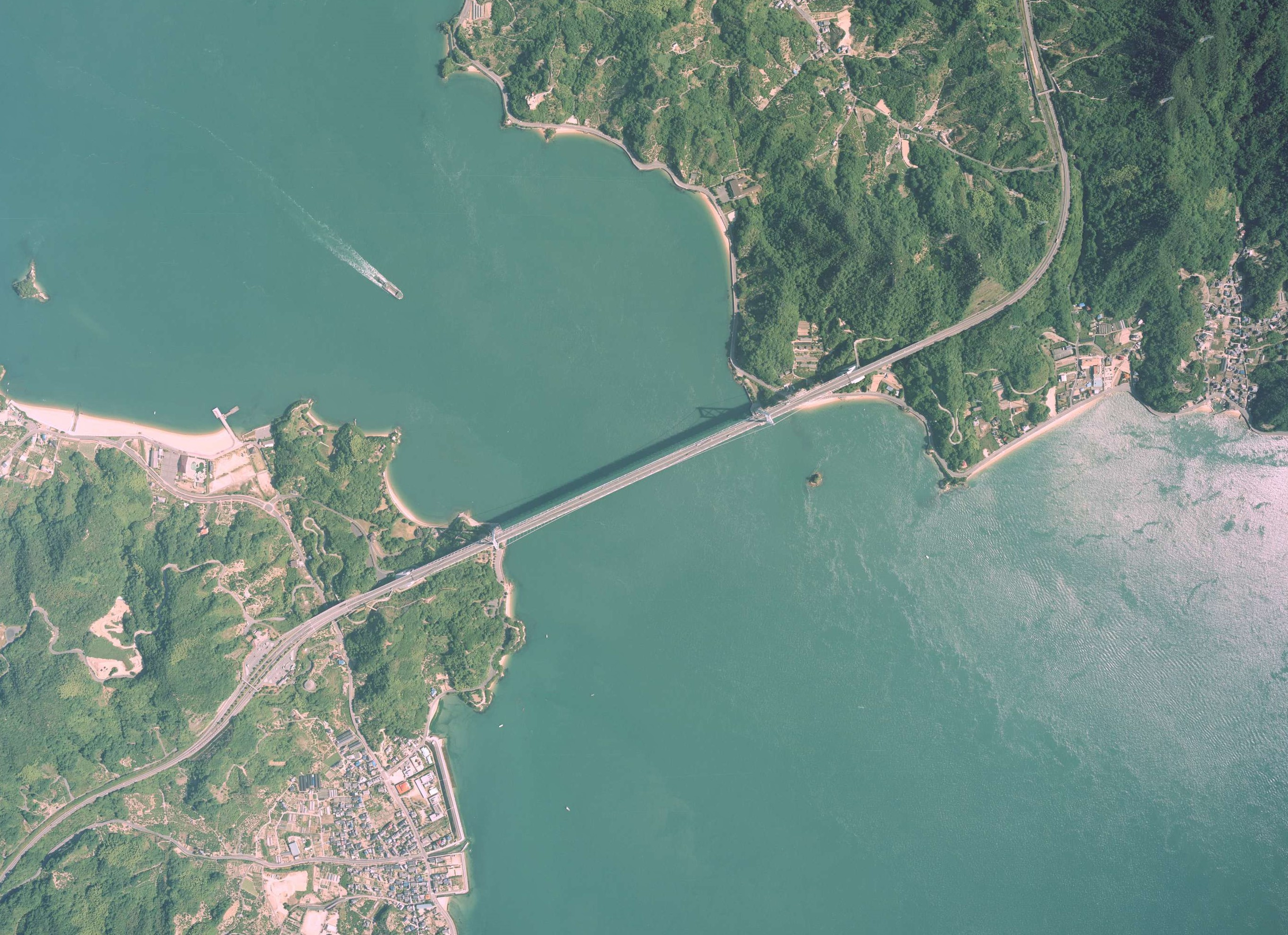
2005年。

因島大橋（いんのしまおおはし）は、広島県尾道市に架かる道路橋。瀬戸内海に浮かぶ因島と向島を結ぶ西瀬戸自動車道「しまなみ海道」を構成する橋梁である。

## 概要
1977年1月8日起工式、1983年12月4日供用開始、総事業費は約675億円。本州四国連絡橋尾道・今治ルートの本州側から2番目にある吊橋である。本州四国連絡橋3ルートの橋としては大三島橋に次いで2番目に竣工した橋であり、吊橋としては最初に架橋したものである。
インターチェンジでは向島ICと因島北ICの間にあたる。因島側の橋の袂は「因島大橋記念公園」として整備されている。
『男はつらいよ 口笛を吹く寅次郎』において工事中の因島大橋がロケ地に使われており、映画のラストシーンに登場する。

## 通行料金
しまなみ海道は他の本州四国連絡道路と違い、「瀬戸内海横断自転車道」として自転車歩行者道が整備されており、その通行料が発生する。サイクリングのメッカであり、そのため整備が行われており、例えば2014年7月から2015年3月末まで、「しまなみサイクリングフリー」として、他のしまなみ海道筋の橋と同様に自転車歩行者道を無料開放している。

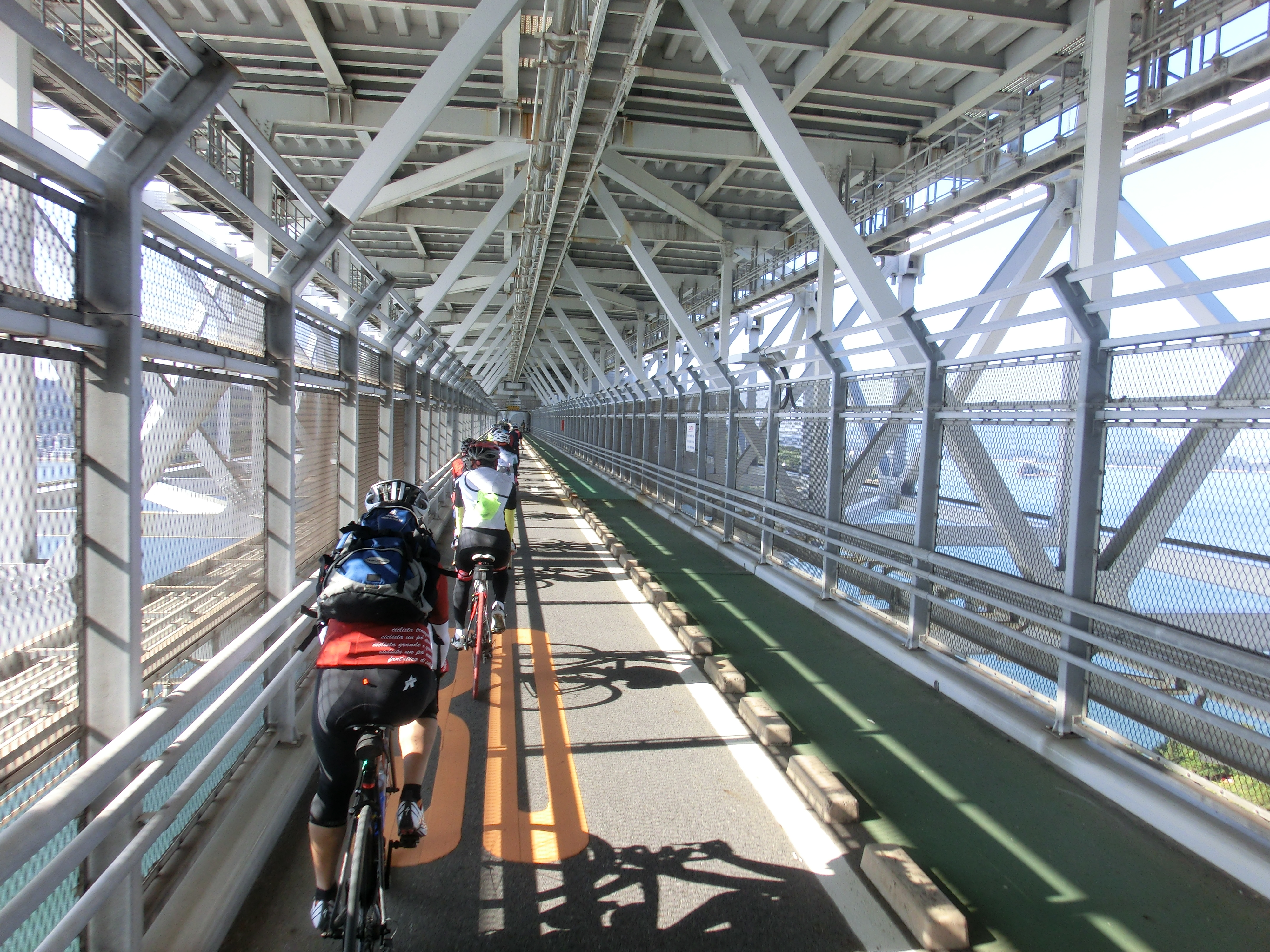
緑のカラー舗装が歩行者道。上下線非分離の対面通行。
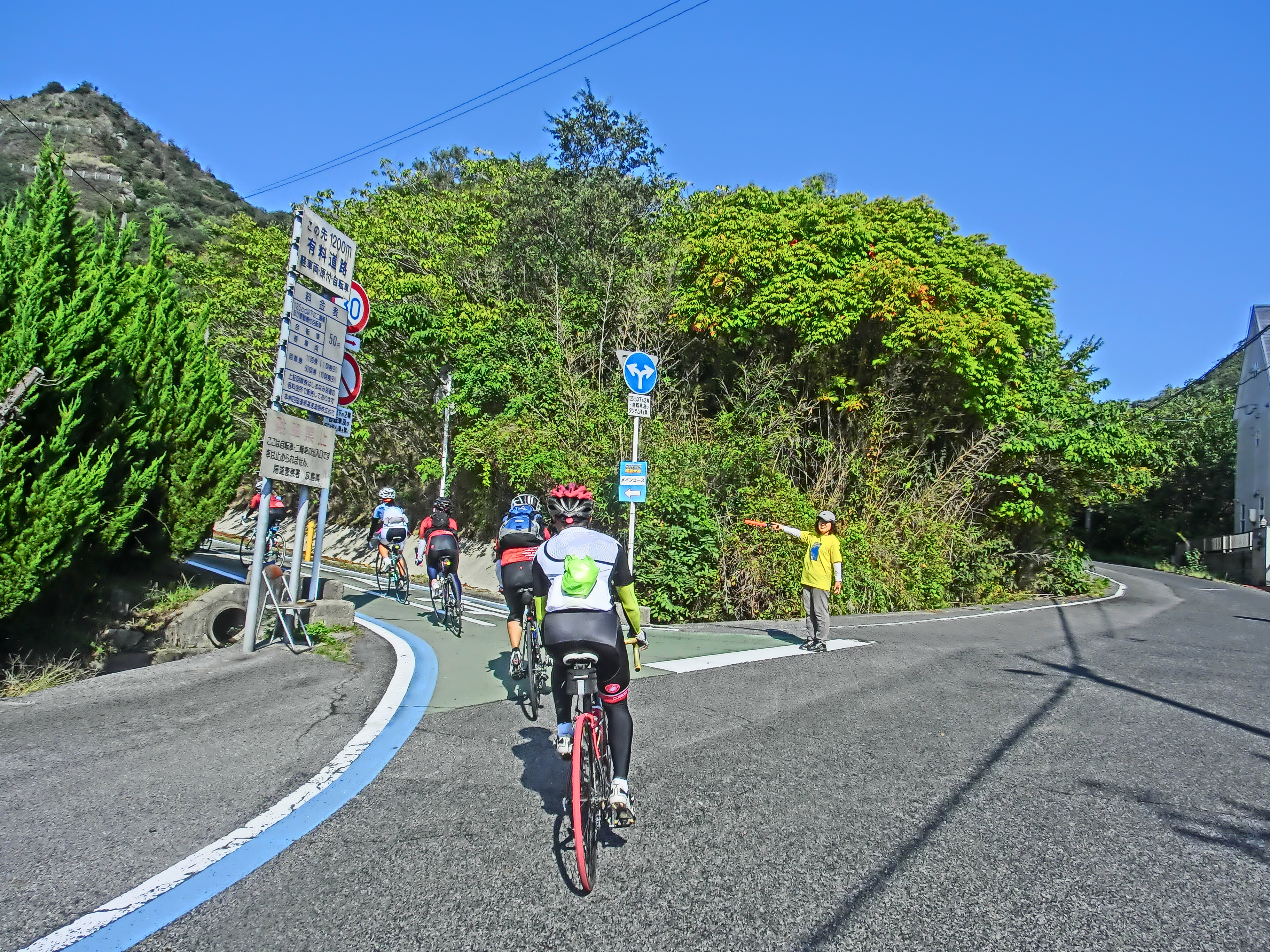
向島側における因島大橋の歩行者と125cc以下の2輪車用通路入口。

## 構造

### 諸元
- 路線名 : 国道317号バイパス（西瀬戸自動車道）
- 橋長 : 1,270m[1][6]
- 最大支間長 : 770m[1][6]
- 幅員 : 車道14m[1]
- 航路限界 : 50m[1][6]
- 橋梁形式 : 3径間2ヒンジ補剛トラス桁吊橋[1][6]
  - 主塔高 : 135.85m[1]
  - 補剛トラス主構高 : 9m[6]

### 特徴
幅約800mの”布刈瀬戸”と呼ばれるこの海峡は、瀬戸内海における主要航路である来島海峡の副航路・”三原瀬戸航路”を構成しており、1日あたり400隻の大型船舶が通行するため、桁下（クリアランス）は50mと設定された。これを実現するため長大橋とすることになり、当時国内最大級の吊橋が架けられることになった。
桁はトラス構造の補剛桁でダブルデッキつまり2層式であり、上が車道で、下であるトラス内部に幅員4mほどの自転車歩行者道を併設している。この橋は国内の吊橋において初めて鋼床版を採用したものである。世界で初めて素線数127本のストランドが用いられた橋でもある。
ここで確立した技術経験が、のちの大鳴門橋や瀬戸大橋・来島海峡大橋・明石海峡大橋などの吊橋架橋に活かされることになった。なお完成当時としては日本最長の吊橋であったが、2016年現在では国内8位の吊橋となっている。

## 因島大橋記念公園

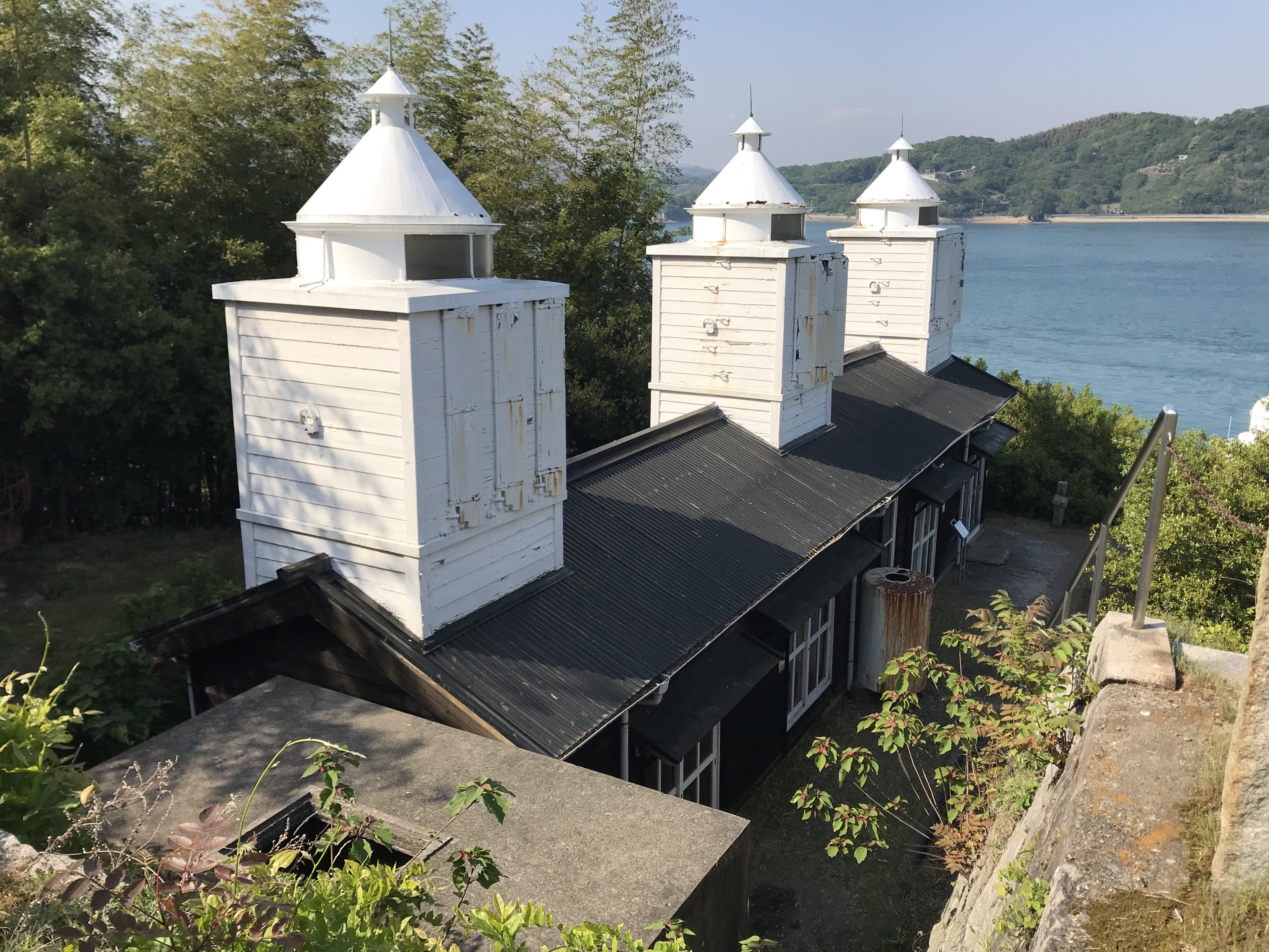
大浜埼灯台記念館

因島大橋開通を記念して因島側たもとに当時の因島市が整備した総合公園で、芝生広場をメインにレストハウスやキャンプ場などがある。そばに大浜崎灯台があり、大浜崎灯台記念館はこの公園内に位置している。また、この公園の西側にしまなみビーチ（大浜海水浴場）や因島アメニティプールがある。
- 芝生広場
- キャンプ場
- ちびっこランド
- レストハウス
- 大浜崎灯台記念館 - 旧大浜埼船舶通航潮流信号所。近代に造られた木造信号所としては現存唯一のもの。

## ギャラリー

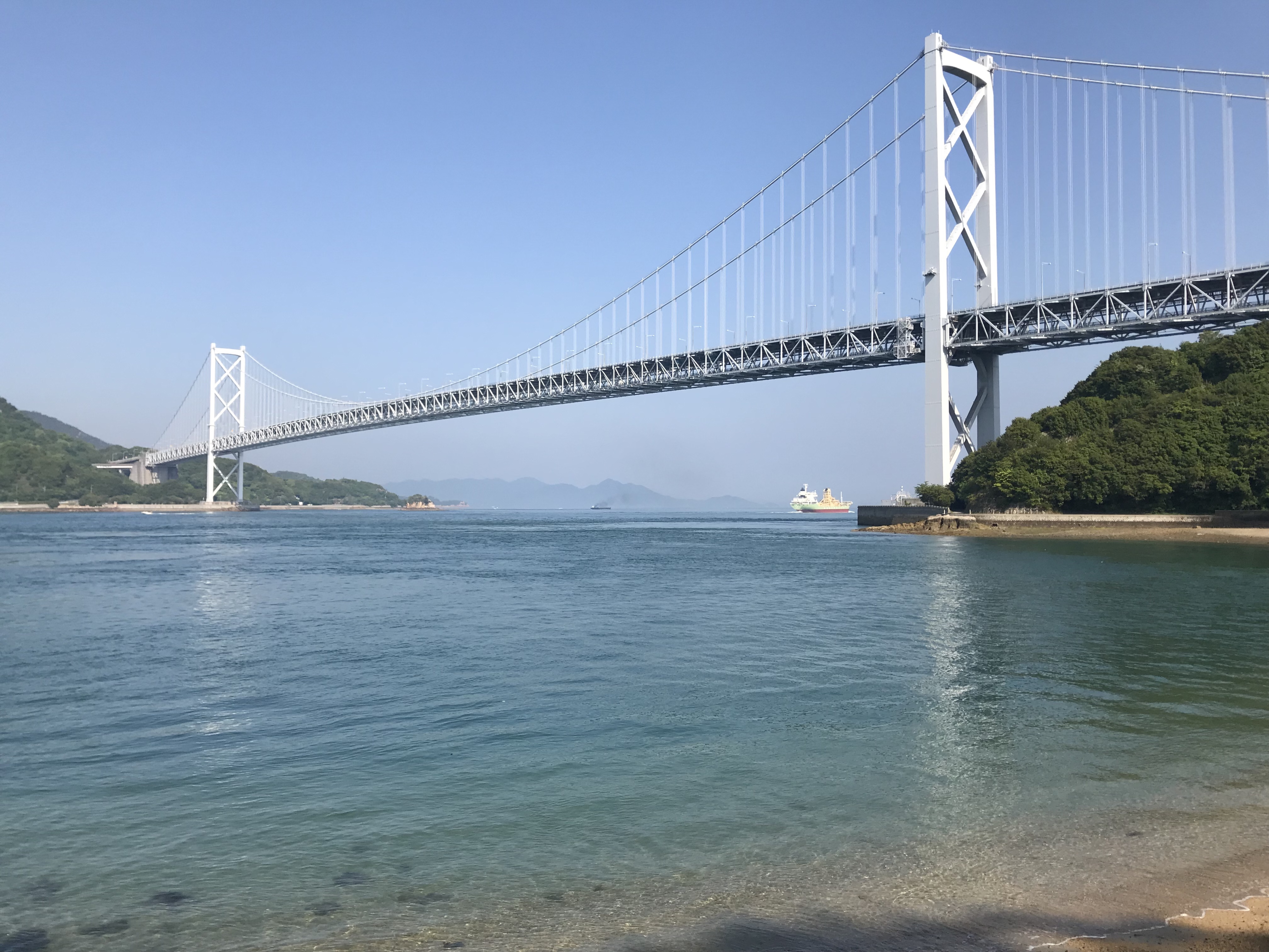
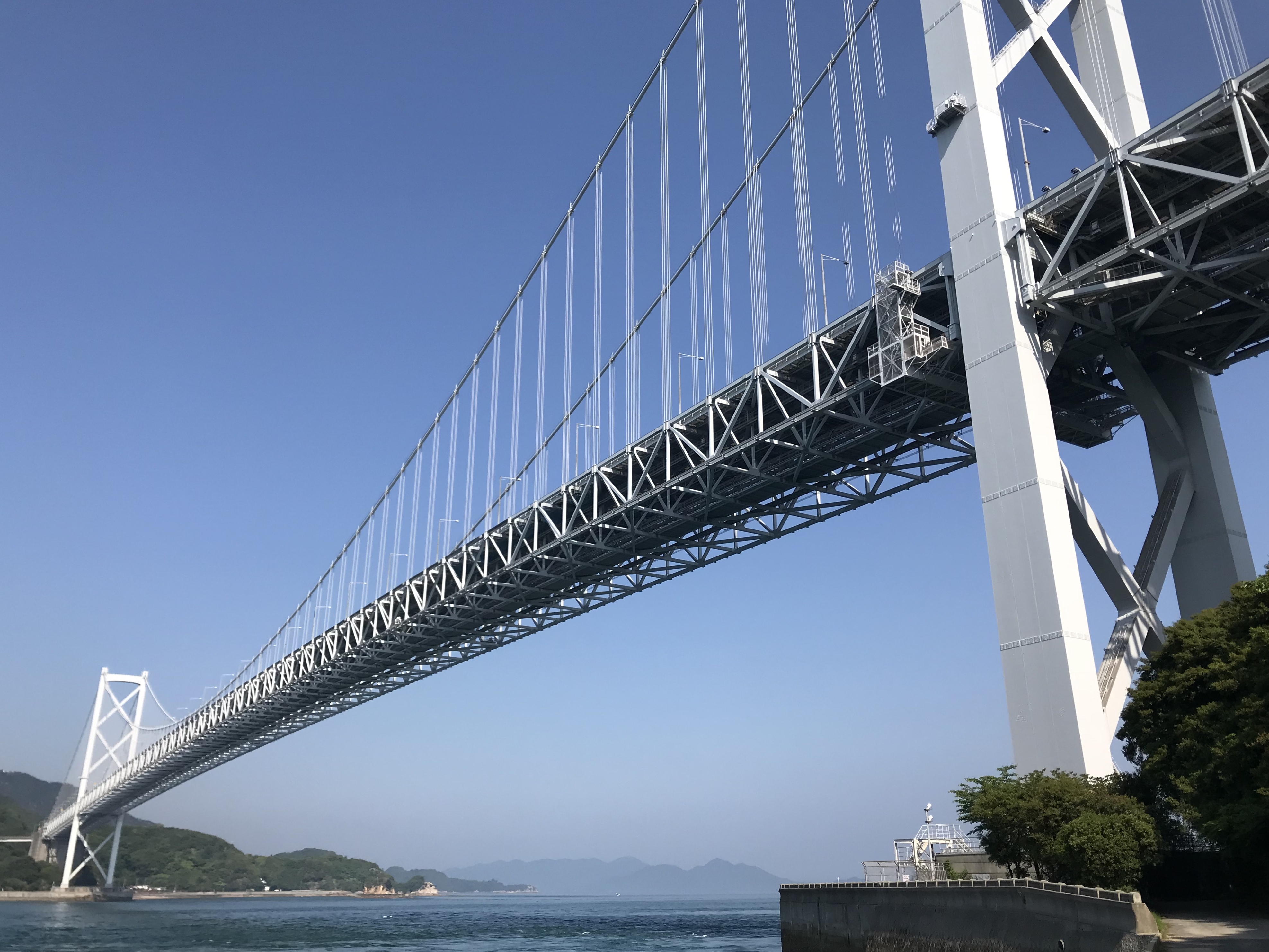
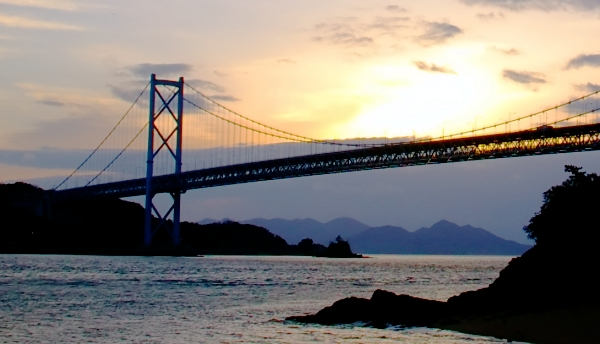
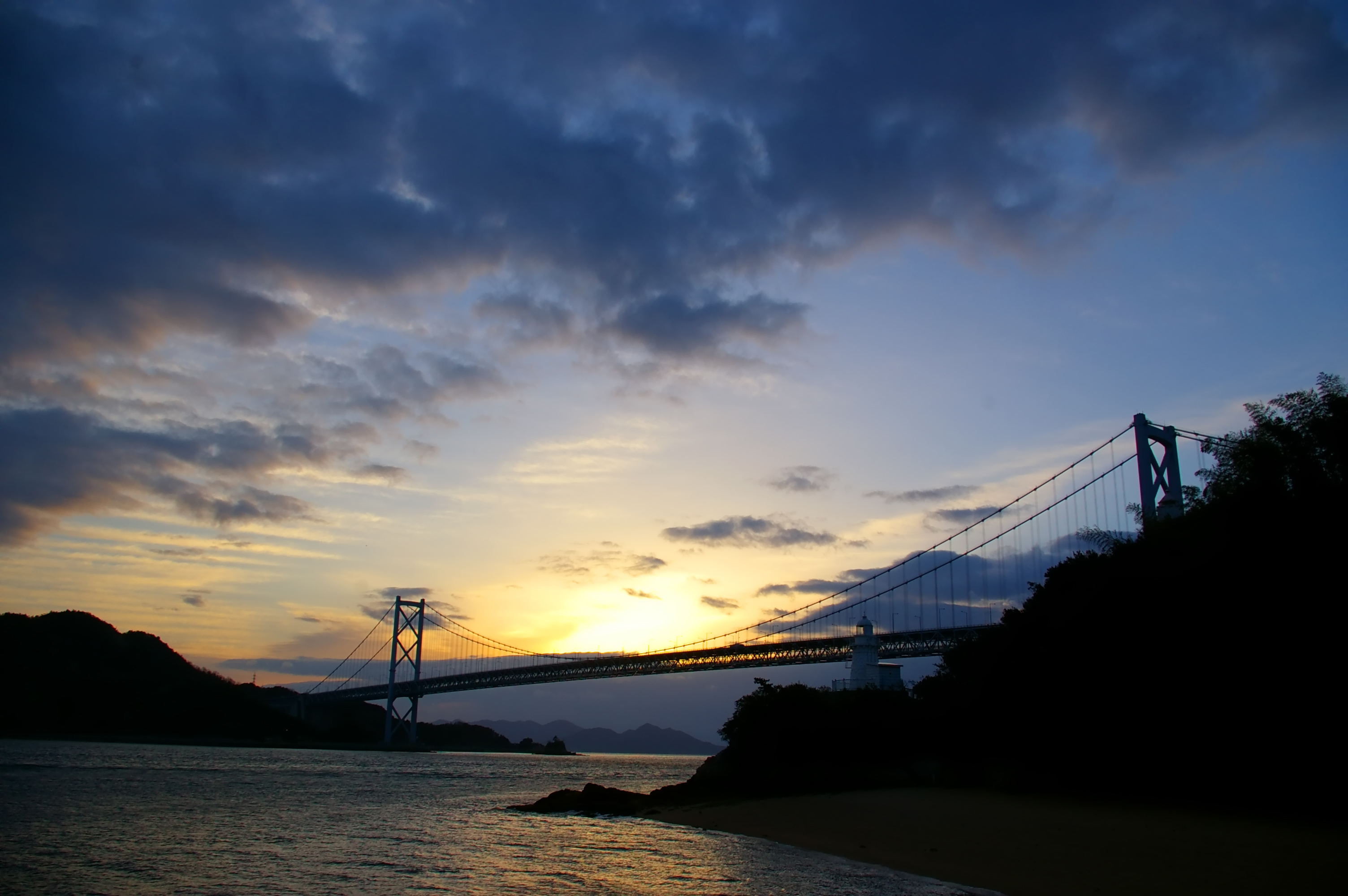
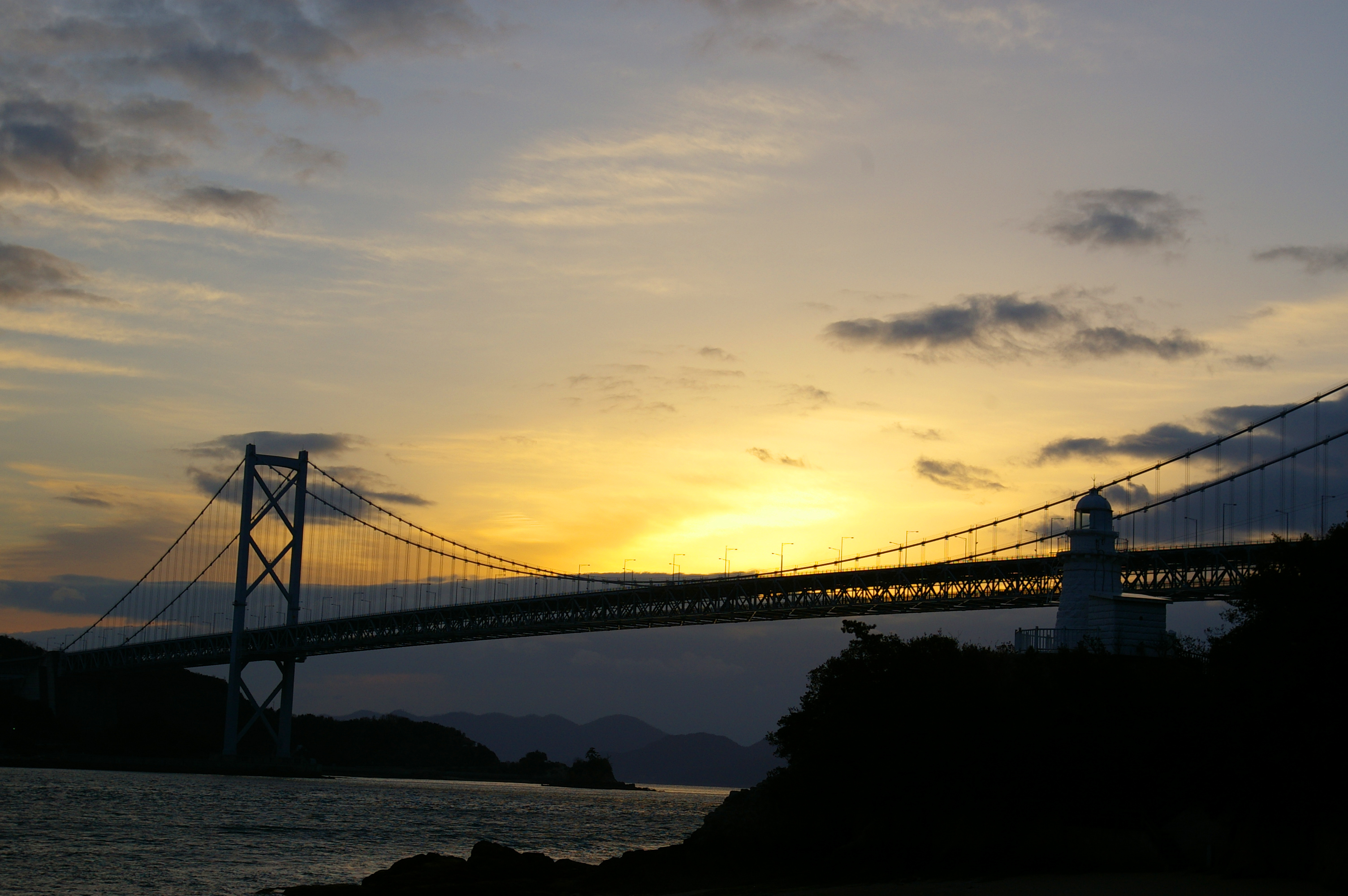
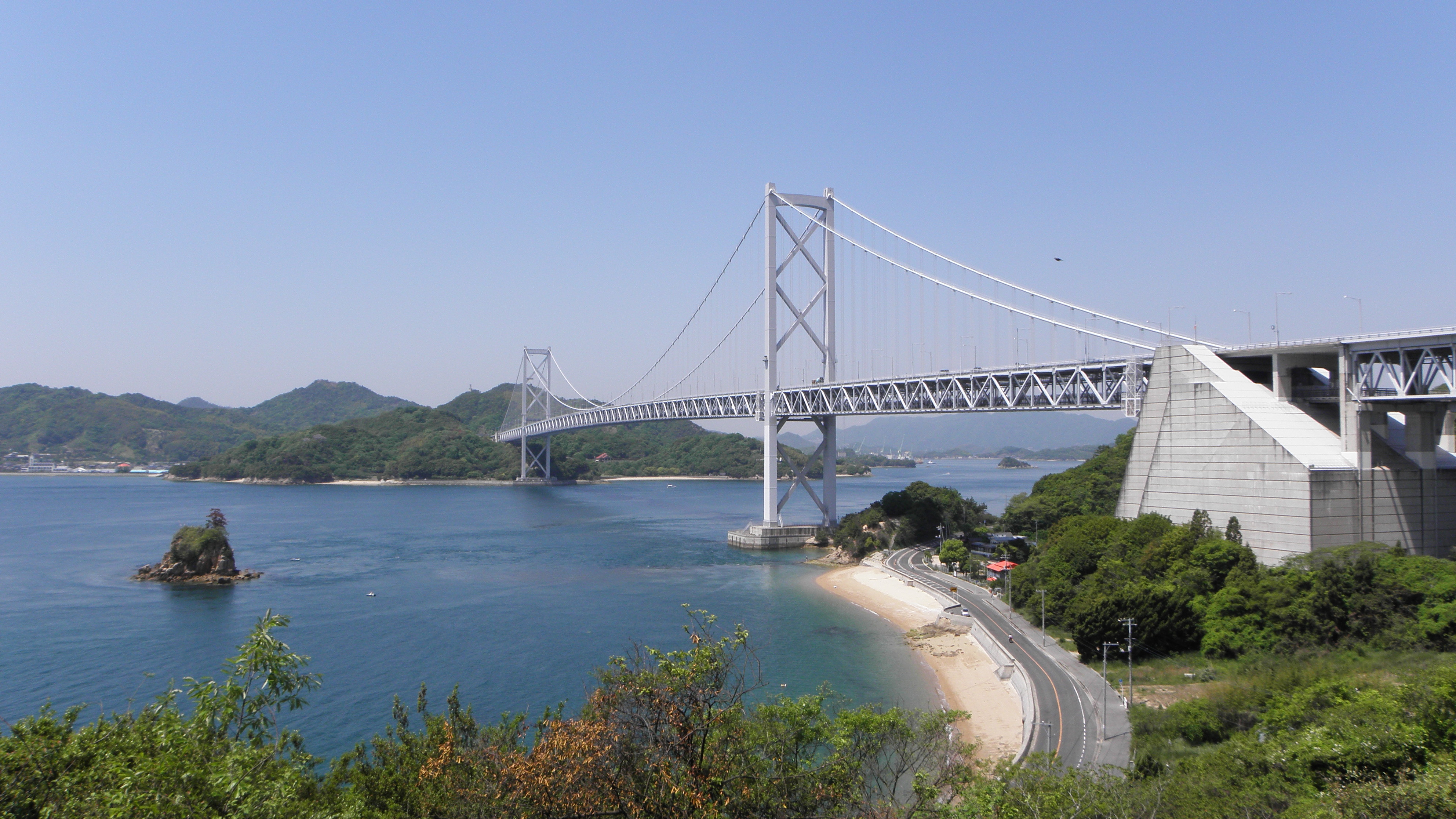

## 参考資料
- 本州四国連絡高速道路株式会社
- Entry at Structurae.de

## 外部サイト
- JB本四高速 - 本州四国連絡高速道路（公式サイト）
  - しまなみ海道の橋　因島大橋